# Santiago (Ecuador)
Santiago è una parrocchia urbana dell'Ecuador, capoluogo del cantone di Tiwintza, nella provincia di Morona-Santiago.